# Hongandži
Hongandži (japonsky: 本願寺; doslova Chrám výchozího slibu) je pojmenování dvou buddhistických chrámů v Kjótu, které v minulosti tvořily jeden celek.
Od roku 1994 je Hongandži, společně s dalšími památkami v okolí Kjóta, zapsán na Seznam světového dědictví UNESCO pod názvem „Památky na starobylé Kjóto“.

## Historie
Chrám Hongandži byl založen v roce 1321 na místě mauzolea Ótani, kde byl pohřben Šinran – zakladatel sekty Džódo šinšú (Pravá sekta Čisté země). Prvním představeným chrámu se stal Šinranův pravnuk Kakunjo a zasvětil ho buddhovi Amidovi. Hongandži poprvé získal moc a důležitost v 15. století, kdy se jeho osmou hlavou stal Rennjo (1415 - 1499). Ale sekta Tendai, sídlící na hoře Hiei, viděla vzrůstající moc chrámu jako své ohrožení, a tak Hongandži třikrát napadla svou mnišskou armádou. Rennjo uprchl nejprve do provincie Wakasa a později v roce 1471 do provincie Ečizen, kde jeho stoupenci během tří měsíců vystavěli chrám Jošizaki.
Během období Sengoku (období válčících knížectví) se Oda Nobunaga obával moci mnichů z Hongandži a pokusil se chrám zničit. Deset let obléhal Išijama Hongandži v Ósace, jednu z chrámových pevností sekty Ikkó, a v roce 1580 ji dobyl.
Poté, co se v roce 1604 stal šógunem Tokugawa Iejasu, nařídil rozdělit chrám Hongandži na dva. Kjonjo, 12. představený Hongandži se stal první hlavou Higaši Hongandži (Východní Hongandži), zatímco Džunjo stanul v čele Niši Hongandži (Západní Hongandži).
Během restaurace Meidži v 60. letech 19. století stanovila vláda nová pravidla fungování náboženských organizací. Nově založené organizace Šinšú Ótani byla svěřena kontrola nad Higaši Hongandži.
V roce 1987 byl chrám přejmenován na „Šinšú Honbjo“ (Nové buddhistické mauzoleum) a slouží opět jako mauzoleum. V roce 1996 založil Ótani Kórin, 25. hlava chrámu, nový chrám Higaši Hongandži v kjótské čtvrti Higašijama (Východní hora).

## Niši Hongandži
V Niši Hongandži (西本願寺), stejně jako v Higaši Hongandži, se nachází obří Goei-dó (護衛堂; Budova strážců) a menší Amida-dó　(阿弥陀堂; Buddhova budova) uchovávající obraz buddhy Amidy. Kura (倉; pokladnice) Niši Hongandži ukrývá mnoho národních pokladů, z nichž většina je nepřístupná veřejnosti. Poměrně známá je i šoin (書院), studovna, která je rozdělena na dvě části – bílou studovnu širošoin (白書院) a černou studovnu kurošoin (黒書院). Kurošoin je veřejnosti uzavřena, ale Širošoin je dvakrát měsíčně veřejnosti přístupná.
Součástí Niši Hongandži jsou také Hiunkaku (悲運角), velký čajový pavilon, dvě jeviště divadla nó, z nichž o jednom se tvrdí, že je nejstarší v Japonsku (a tedy i na světě) a zahrady Kokei no niwa (固形の庭).
Vstupní brána do chrámu neboli karamon sem byla roku 1632 přenesena z hradu Fušimi a patří mezi japonské národní poklady, tedy nejvzácnější hmotné kulturní památky s vysokou historickou či uměleckou hodnotou.

## Higaši Hongandži
Masivní brána chrámu Higaši Hongandži (東本願寺) je často první věcí, kterou vidí chodci mířící na sever ze stanice Kjóto. Chrám má skoro stejné uspořádání jako Niši Hongandži – také se v něm nachází Amida-dó a větší Goei-dó. Goei-dó pochází z roku 1895 a soupeří s několika dalšími budovami o titul největší dřevěné budovy na světě.
Nedaleko hlavního areálu leží zahrada Šosei-en, která je ve vlastnictví chrámu. Na jejím vybudování se prý v 17. století podíleli básník a učenec Išikawa Džozan a zahradní architekt Kobori Enšú.

## Další chrámy se stejným jménem
- Cukidži Hongandži, Tokio
- Išijama Hongandži, zničen v roce 1580, nyní je na jeho místě Ósacký hrad
- Jamašina Hongandži